# 武内千佳
武内 千佳（たけうち ちか、1967年 - ）は、日本の歌手、ボイストレーナー。漢方スタイリスト。香川県高松市出身。

## 略歴
1987年、第18回世界歌謡祭において日本グランプリ受賞。翌年、キングレコードからデビュー。その後、ロサンゼルスに留学。帰国後、東京・横浜・松本でボイストレーニングの講師を務める。

## ディスコグラフィー
- 「No, No, No」（1988年）作詞：湯川れい子、作曲：大田黒裕司 ※世界歌謡祭グランプリ受賞曲。1989年6月に荻野目洋子が売野雅勇作詞で「湘南ハートブレイク」と改作して発表した。

## 作詞作品
- 鈴木結女「月のように」（1997年）アルバム「Moving」に収録。
- まじ娘「羊水の記憶」（2015年）アルバム「Contrast」に収録。作曲：小島恵理 ※まじ娘の母・小島恵理とユニットを組んでいた[4]。

## CMソング
- 学校法人立志舎「夢は終わらない」 作詞：Qumico Fucci（福士久美子）、作曲：山田直毅。※配布用CDのみ制作で一般には未発売。テレビで最初に披露したのは2012年8月の「日曜×芸人」である[5]。

## クライアント
- あいみょん[6]
- 齋藤舞（劇団四季）[7]
- 原田千弘（劇団四季）[8]
- THE SxPLAY（菅原紗由理）[9]
- 大胡田なつき(パスピエ）[10]
- 飯野美紗子（NOW ON AIR）[11]
- 高井息吹[12]
- しなまゆ[13]
- 湯澤かよこ[14]
- 愛菜[15]
- 風見しんご[16] ※2012年のシングル「ゆるら」の制作時期にレッスンを受けた。
- 柴田あゆみ[17]
- 萩原健一
- ぼくのりりっくのぼうよみ
- たつや◎(ACE COLLECTION)
- Sympathy